# Medmassa fusca
Medmassa fusca là một loài nhện trong họ Corinnidae.
Loài này thuộc chi Medmassa. Medmassa fusca được Henry Roughton Hogg miêu tả năm 1900.